# Cuenta corriente (banca)
La cuenta corriente es un tipo de cuenta de depósito donde el titular deposita fondos con el fin de acceder a ellos posteriormente.
Con una cuenta corriente se puede disponer de los depósitos ingresados de forma inmediata a través de cajeros automáticos, la ventanilla de la caja o banco o talonarios. Otra forma de disponer del dinero depositado en la cuenta es a través de los pagos con tarjeta. Una cuenta corriente puede generar intereses a favor del titular.
La cuenta corriente permite a los clientes realizar la siguiente operativa:
- Se pueden domiciliar pagos a través de ella.
- Domiciliar ingresos.
- Ingresar dinero.
- Retirar dinero.
- Emitir o ingresar cheques.
- Asociar tarjetas de débito o crédito.
- Contratar otros productos (préstamos, hipotecas, depósitos bancarios...)

Es una cuenta que se usa principalmente para ingresos del titular. Los medios de pago que se pueden utilizar asociados a las cuentas corrientes pueden ser:
- Tarjeta de débito.
- Tarjeta de crédito.
- Monedero electrónico.
- Pago mediante móvil.
- Talonario de cheques.

Al abrir una cuenta corriente se deben consignar los siguientes datos:
- Documento de identificación.
- En el caso de ser una empresa: escritura de constitución.

(en Argentina puede ser un contrato hecho por instrumento privado, solo algunas empresas necesitan ser constituidas por escritura pública)
- Fotografía reciente (dependiendo del banco)
- Informes bancarios actualizados de la persona que pretende abrirla – Información de Crédito
- Registro en el banco de la firma que será utilizada para girar cheques
- Suscripción con el interesado de un documento que contenga las condiciones generales relativas a la cuenta corriente que se abre
- Verificar la capacidad de contratación y quienes pueden obligarse por la empresa.
- Verificar el origen de los ingresos.

El saldo de la cuenta puede ser comprobado por el titular en cualquier momento. El banco tiene la obligación de enviar al cliente, al menos semestralmente, el extracto de su cuenta.
En España, las cuentas corrientes pueden contratarse a través de distintos canales:
- Desde la oficina
- Por teléfono
- A través de la web de la entidad
- A través de la app bancaria

En función del tipo de entidad, será posible realizar la apertura y llevar a cabo la operativa más común desde uno o más canales. Existen bancos tradicionales que solo permiten contratar la cuenta desde la oficina, mientras que los bancos puramente digitales solo ofrecen la contratación y operativa a través de la web o app.
Por lo general, la documentación que suelen pedir los bancos para abrir una nueva cuenta corriente es el DNI, el pasaporte o el certificado de no residente en vigor. En algunos casos, también pueden solicitar la presentación de la Declaración de Actividades Económicas (DAE).

## Cuenta de pago básica
Desde el 23 de abril de 2019, todos los bancos en España comercializan la cuenta de pago básica, un tipo de cuenta corriente que tiene como objetivo ofrecer una cuenta bancaria a todos los ciudadanos y evitar así la exclusión financiera.
Esta cuenta puede tener un coste máximo de 3 euros mensuales, e incluso, ser gratuita para los colectivos más vulnerables (se evaluará la renta y el número de miembros de la unidad familiar usando el indicador público de rentas de efectos múltiples (IPREM)).
Cualquier persona residente en España puede contratar una cuenta de pago básica. Sin embargo, es un requisito obligatorio no tener otra cuenta bancaria ya abierta.

## Apertura digital de Cuenta Corriente
Debido a la digitalización de la banca, los procesos de apertura de cuentas corrientes se han vuelto más rápidos y sin necesidad de proveer tanta documentación como lo era anteriormente; un ejemplo de esto es Banco Falabella, que ofrece la posibilidad de abrir una cuenta corriente a través de su sitio web en menos de cinco minutos.